# Grand dauphin de l'océan Indien
Tursiops aduncus
Espèce
Statut de conservation UICN

 NT  : Quasi menacé
Statut CITES
Le Grand dauphin de l'océan Indien ou grand dauphin de l'Indo-Pacifique (Tursiops aduncus) est une espèce de cétacés du genre Tursiops.

## Description

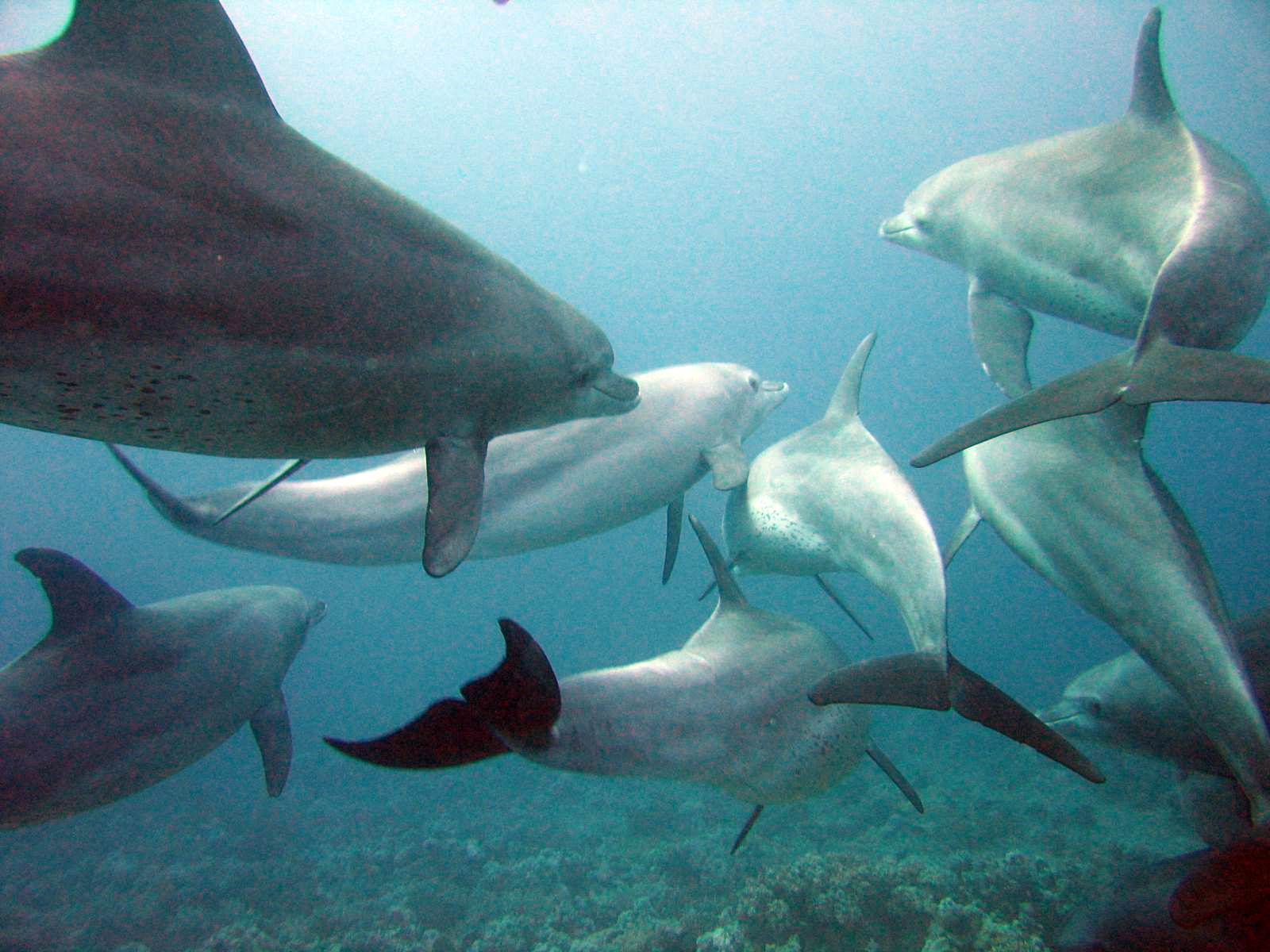
Groupe de grands dauphins de l'Indo-Pacifique, Mer rouge

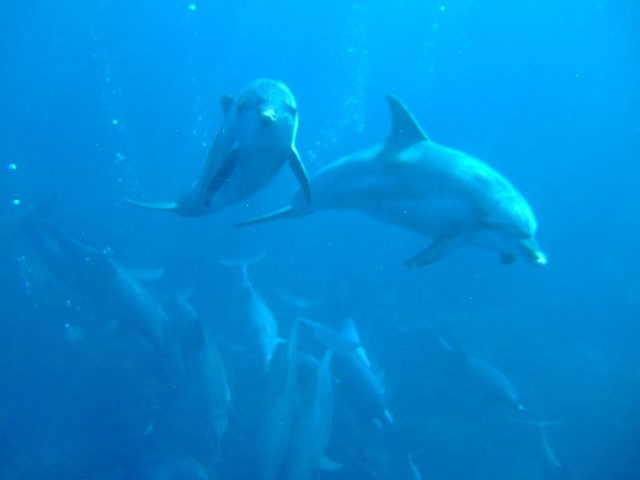
Groupe de grands dauphins de l'Indo-Pacifique, Mikurajima, Japon

Cette espèce de Tursiops fut décrite par Ehrenberg en 1833.
T. aduncus est plus petit que le T. truncatus et possède un rostre proportionnellement plus long : le grand dauphin de l'Indo-Pacifique mesure en moyenne 2,60 m et pèse 230 kg maximum ;  Il ne s'éloigne pas des côtes, forme de petits groupes sociables stables de 5 à 15 individus comme le grand dauphin, mais est en général moins joueur et plus farouche.
T. truncatus et T. adunctus existent dans les mêmes eaux. Les deux espèces ont longtemps été considérées comme une seule.
Les comparaisons d'un fragment de 386 points d'ébullition de la région mitochondrique de commande d'ADN (mtDNA) (n = 47) ont indiqué que les deux morphotypes étaient génétiquement distincts. Les analyses phylogénétiques ont prouvé que le type truncatus des eaux chinoises est plus étroitement lié à celui de l'océan Atlantique que le T. adunctus. Ces données moléculaires ont convenu complètement avec des classifications morphologiques des spécimens. Cette congruence est évidence forte que les morphotypes dans les eaux chinoises sont des reproducteurs isolés et comportent deux espèces distinctes, avec des implications importantes pour la conservation des dauphins Tursiops dans les eaux chinoises.
Les nouveaux résultats peuvent justifier d'autres subdivisions des espèces de Tursiops dans un avenir proche : Curry (1997) avait analysé 127 ordres mitochondriques de région de commande d'ADN pour étudier d'intra- et interspécifiques différences parmi des dauphins Tursiops.
Elle a identifié 73 haplotypes et les résultats, a combiné avec l'information sur la morphologie et l'écologie, soutenues par la suggestion qu'il y a des différences d'espèce-aux niveaux côtiers et des dauphins tursiops en pleine mer dans l'Atlantique nord occidental/golfe du Mexique.
L'évidence génétique récente suggère que T. aduncus soit plus étroitement lié aux espèces pélagiques de Stenella et de Delphinus, et en particulier aux Stenella frontalis, qu'au Tursiops truncatus. Si ces résultats sont confirmés, ils auraient plus que des implications taxonomiques et influencent considérablement des ségrégations basées sur la morphologie et le comportement social (Puits et Scott 2002).

### Usage d'outils et automédication

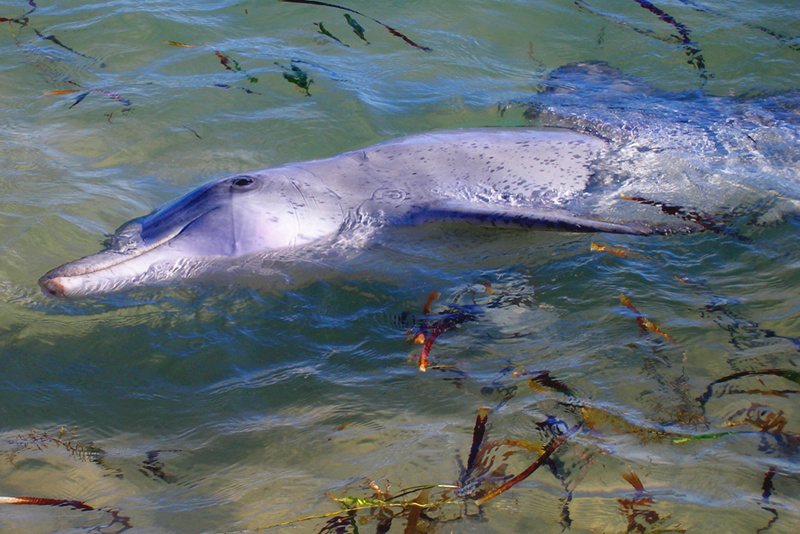
Grand dauphin de l'Indo-Pacifique, baie shark, Australie

Dans la Baie Shark, en Australie, des dauphins sauvages de l'espèce Tursiops aduncus utilisent des éponges marines comme outil. Ils s'en servent pour protéger leur rostre sensible lorsqu'ils fouillent les sédiments des fonds marins. Ce comportement, uniquement observé dans cette baie, a été observé pour la première fois en 1997. Seules certaines femelles utilisent les éponges comme outil ; il a été démontré grâce à une analyse de l'ADN mitochondrial de ces femelles qu'elles proviennent toutes de la même femelle ancestrale : ce phénomène semble donc être une transmission de savoir, de mère à fille exclusivement. Dans l'état actuel de nos connaissances, cette transmission culturelle matrilinéaire est unique chez les cétacés.
Des dauphins ont été observés faisant la queue dans des environnements naturels pour frotter certaines parties de leur corps contre des coraux (Rumphella aggregata, Sarcophyton sp.) et des éponges (Ircinia sp.) dans le nord de la mer Rouge. Il a été émis l'hypothèse que la présence de métabolites bioactifs explique ce comportement de frottement sélectif. Les trois invertébrés auxquels les dauphins accèdent préférentiellement, collectés et analysés contiennent effectivement dix-sept métabolites actifs, fournissant la preuve d'une automédication potentielle. Des frottements répétés permettent à ces métabolites actifs d'entrer en contact avec la peau des dauphins, ce qui pourrait les aider à atteindre l'homéostasie cutanée et être utile pour la prophylaxie ou le traitement auxiliaire contre les infections microbiennes.

### Usage de jeux par les dauphins
- Si vous ne connaissez pas le sujet, laissez ce bandeau (vous pouvez alors contacter les auteurs).
- Si vous supprimez le contenu mis en cause (vous pouvez préalablement contacter les auteurs),

argumentez précisément cette suppression dans la page de discussion
(un manque de référence n'est pas un argument ; une recherche réelle de référence doit avoir été effectuée, être formellement documentée).
Dans le lagon de Mayotte, dans l'archipel des Comores, des dauphins sauvages de l'espèce Tursiops aduncus utilisent des poissons-ballons comme jeu. Ils s'attaquent à un individu, qui gonfle pour se protéger. Les dauphins sauvages s'amusent alors à frapper le poisson-ballon latéralement avec leurs rostres, se faisant ainsi des passes.
Selon Rob Pilley, zoologue à la BBC, il pourrait même s'agir d'un comportement de prise de neurotoxine, mais cette interprétation est contestée.

## Répartition
On trouve ce dauphin dans tout l'Océan Indien de la côte est-Africaine à l'Inde, et jusqu'au sud de la Chine et au nord de l'Australie.

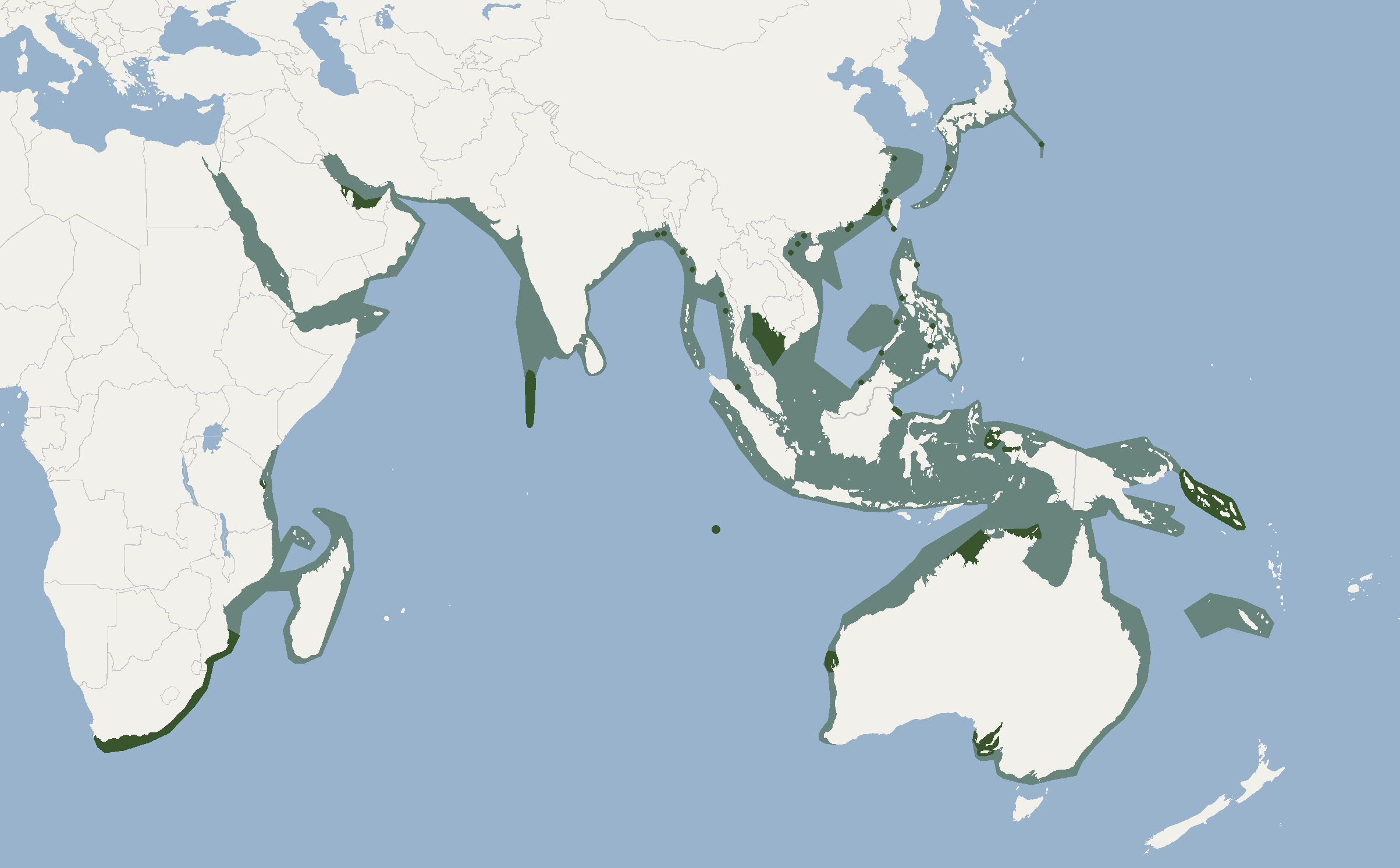
Aire de répartition du Grand dauphin de l'Indo-Pacifique